# Worpswede
Worpswede je obec v okrese Osterholz v Dolním Sasku. Leží ve slatinách Teufelsmoor na úpatí vrchu Weyerberg severovýchodně od Brém. Historie zdejšího osídlení sahá do doby bronzové. Žije zde přibližně 9 800 obyvatel.
Místo je známé především stejnojmennou uměleckou kolonií, založenou na konci 19. století, kterou prošlo několik generací umělců a řemeslníků.